# Sara Gómez

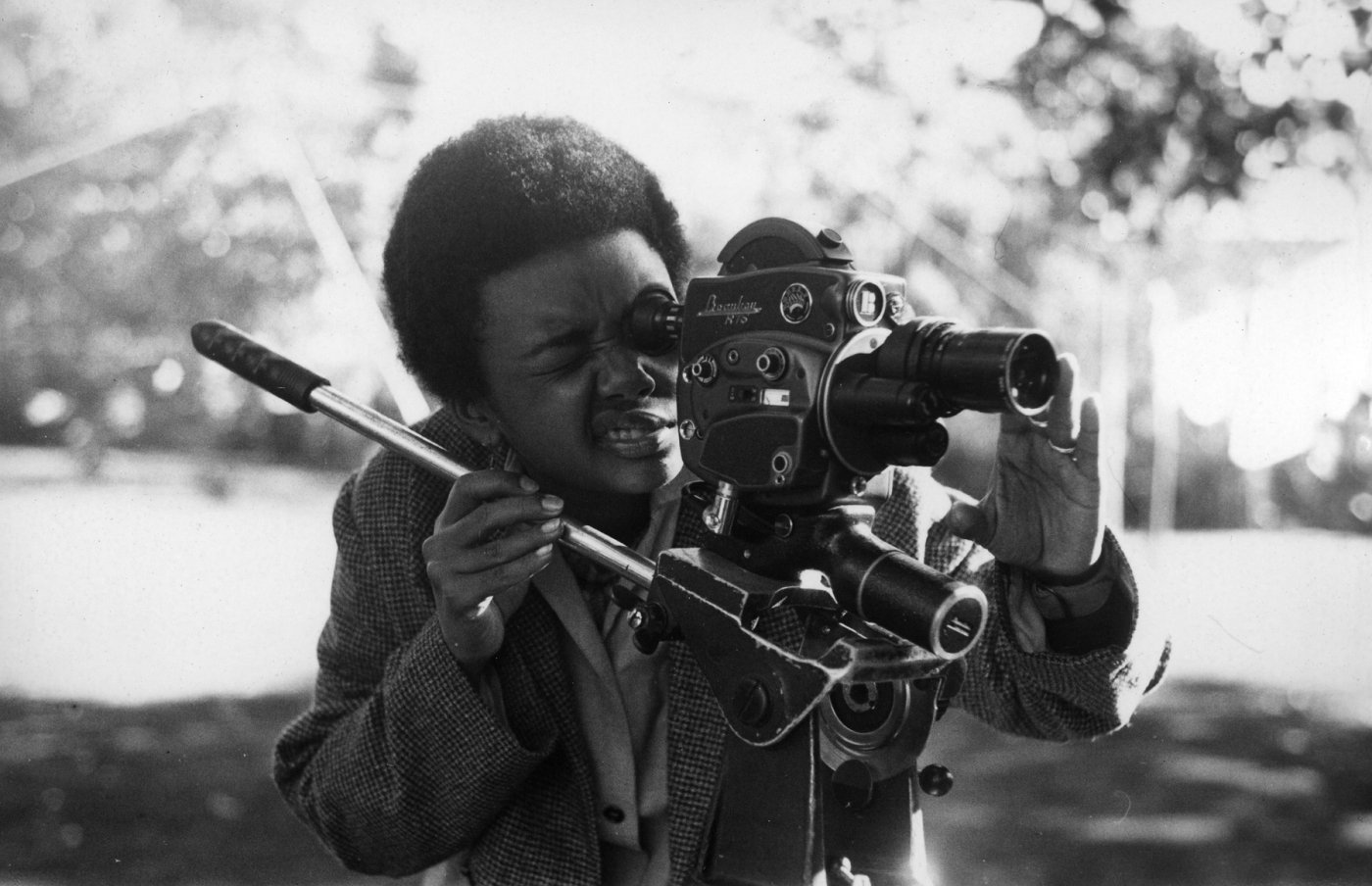
Sara Gómez auf einer Aufnahme des Instituto Cubano del Arte e Industria Cinematográficos

Sara Gómez Yera (* 8. November 1943 in Havanna; † 2. Juni 1974 in Havanna) war eine kubanische Filmregisseurin und Drehbuchautorin.

## Leben
Gómez studierte sechs Jahre Piano am Konservatorium in Havanna und arbeitete zunächst als Journalistin für die Jugendzeitschrift Mella und die sonntägliche Beilage der Tageszeitung Hoy der Kommunistischen Partei. Ab 1961 war sie Mitarbeiterin des Instituto Cubano del Arte e Industria Cinematográficos, des neu gegründeten nationalen Filminstituts. Sie war Regieassistentin von Roberto Fandiño (Tiempo de pioneros, 1962), Tomás Gutiérrez Alea (Cumbite, 1964), Jorge Fraga (El robo, 1965) und Agnès Varda (Salut les cubains, 1963). 1962 drehte sie mit Plaza Vieja ihren ersten eigenen Kurzfilm. Ihr erstes wichtiges Werk sollte 1974 der Dokumentarspielfilm De cierta manera werden. Den Film konnte sie nicht mehr fertigstellen, sie starb im gleichen Jahr an einem akuten Asthmaanfall. Fertiggestellt wurde der Film daher von Tomás Gutiérrez Alea.
Sara Gómez war eine der wenigen afrokubanischen Frauen, die im Kuba des 20. Jahrhunderts einen Spielfilm realisierten: De cierta manera von 1974 bildet ein kritisch-emanzipatorisches Werk. Der Film mischt Dokumentation und Fiktion und beleuchtet die gesellschaftlichen Veränderungen der Gesellschaft im postrevolutionären Kuba.

## Filmografie
- 1962: Plaza Vieja (8 Minuten)
- 1962: El solar (10 Min.)
- 1962: Historia de la piratería (10 Min.)
- 1962: Solar habanero (10 Min.)
- 1964: Iré a Santiago (15 Min.)
- 1965: Excursión a Vuelta Abajo (10 Min.)
- 1966: Guanabacoa: Crónica de mi familia (13 Min.)
- 1967: …y tenemos sabor (30 Min.)
- 1968: Una isla para Miguel (22 Min.)
- 1968: En la otra isla (41 Min.)
- 1969: Isla del tesoro (10 Min.)
- 1970: Poder Local, Poder Popular (9 Min.)
- 1971: De bateyes (20 Min.)
- 1971: Un documental al propósito del tránsito (17 Min.)
- 1972: Atención pre-natal (10 Min.)
- 1972: Año uno (10 Min.)
- 1972: Mi aporte (33 Min.)
- 1973: Sobre horas extra y trabajo voluntario (9 Min.)
- 1974: De cierta manera (In gewissener Hinsicht, 79 Min.)

## Quelle
- Peter B. Schumann: Kino in Cuba 1959–1979. Vervuert, Frankfurt am Main 1980, ISBN 3-921600-09-X, S. 292.